# Andrés García (football)
Pour les articles homonymes, voir Andrés García.
Andrés García, né le 7 février 2003 à Valence en Espagne, est un footballeur espagnol qui évolue au poste d'arrière droit à Aston Villa.

## Biographie

### Levante UD
Né à Valence en Espagne, Andrés García commence le football à l'Inter San José avant d'être formé par le Levante UD en 2021, étant dans un premier temps intégré au CF Torre Levante. En 2022 il est promu en équipe réserve et en 2023 il est intégré pour la première fois en équipe première par l'entraîneur Javier Calleja. 
Le 3 janvier 2023, il fait sa première apparition avec l'équipe première du Levante UD, lors d'une rencontre de coupe d'Espagne face au Getafe CF. Il entre en jeu à la place de Joni Montiel (en) et son équipe l'emporte par trois buts à deux,.
Le 22 juillet 2023, García prolonge son contrat à Levante d'une année supplémentaire, avec une option pour trois autres années.

### Aston Villa
Le 21 janvier 2025, lors du mercato hivernal, Andrés García rejoint l'Angleterre afin de s'engager en faveur d'Aston Villa.

## Statistiques
| Saison                | Club                  | Championnat           | Championnat | Championnat | Coupe nationale | Coupe nationale | Coupe de la Ligue | Coupe de la Ligue | Compétition(s) continentale(s) | Compétition(s) continentale(s) | Compétition(s) continentale(s) | Total | Total |
| Saison                | Club                  | Division              | M.          | B.          | M.              | B.              | M.                | B.                | Comp.                          | M.                             | B.                             | M.    | B.    |
| 2022-2023             | Levante UD            | Segunda División      | 1           | 0           | 2               | 0               | -                 | -                 | -                              | -                              | -                              | 3     | 0     |
| 2023-2024             | Levante UD            | Segunda División      | 24          | 1           | -               | -               | -                 | -                 | -                              | -                              | -                              | 24    | 1     |
| 2024-2025             | Levante UD            | Segunda División      | 22          | 3           | 1               | 0               | -                 | -                 | -                              | -                              | -                              | 23    | 3     |
| Sous-total            | Sous-total            | Sous-total            | 47          | 4           | 3               | 0               | -                 | -                 | -                              | -                              | -                              | 50    | 4     |
| 2024-2025             | Aston Villa           | Premier League        | 6           | 0           | 3               | 0               | -                 | -                 | -                              | -                              | -                              | 9     | 0     |
| Sous-total            | Sous-total            | Sous-total            | 6           | 0           | 3               | 0               | -                 | -                 | -                              | -                              | -                              | 9     | 0     |
| Total sur la carrière | Total sur la carrière | Total sur la carrière | 53          | 4           | 6               | 0               | -                 | -                 | -                              | -                              | -                              | 59    | 4     |